# Чедомір Колар
Чедомі́р (Седомі́р) Кола́р (хорв. Čedomir Kolar, фр. Cédomir Kolar; нар. невідомо, Рієка, Хорватія) — французький кінопродюсер хорватського походження.

## Біографія
Чедомір Колар народився в колишній Югославії, в місті Рієка на Адріатичному узбережжі Хорватії. Закінчив факультет кіновиробництва Белградської академії драматичного мистецтва.
У 1991 Колар приєднався до компанії Noe Productions, під час роботи в якій виступив продюсером таких стрічок, як «Перед дощем» Мілчо Манчевського, «Яким ти мене хочеш» Карміні Аморозо, «Потяг життя» Раду Міхайляну, «Прийомний син» Актана Арим Кубата та «Нічия земля» Даніса Тановича, яка стала лауреатом премії «Оскар» в категорії «Найкращий фільм іноземною мовою».
У 2003 Чедомір Колар став продюсером компанії A.S.A.P. Films, що базується в Парижі. У 2005 вийшла стрічка Даніса Тановича «Пекло», сценарій до якої написали Кшиштоф Песевич і Кшиштоф Кесльовський. У цьому ж році відбулася прем'єра фільму Бенжаміна Філіповича «Трупи, що добре виглядають». За ними слідували інші продюсерські проекти Колара: «Коли вітер піднімає пісок» Маріон Генсель (2006), «Сортування» Даніса Тановича і «Беса» Срджана Карановича (2008), «Черево» Бенедека Флігауфа, «Викрадач світла» Актана Арим Кубата, «Цирк „Колумбія“» Даніса Тановича та «Чорний океан» Маріон Генсель (2010), «Ланчбокс» Рітеша Батри (2013), «Альбом» Мехмета Кана Мертоглу (2016) і «Фокстрот» Самуеля Маоза (2017). Більшість цих фільмів отримали підтримку фонду Eurimages.
Загалом за свою 30-річну кар'єру Чедомір Колар спродюсував понад 30 повнометражних кінострічок.
Чедомір Колар є членом Європейської кіноакадемії; був членом її ради директорів з 2004 по 2014.
У 2017 році Чедомір Колар був відзначений нагородою Європейської кіноакадемії за найкращу копродукцію (англ. European Co-Production Award) — призом фонду Eurimages, який вручається на знак визнання внеску у виробництво європейських копродукційних проектів.

## Фільмографія
| Рік  | Назва українською             | Оригінальна назва                 | Продюсер | Примітки                    |
| ---- | ----------------------------- | --------------------------------- | -------- | --------------------------- |
| 1991 | Коли зірки були червоними     | Ked hviezdy boli cervené          | Так      |                             |
| 1994 | Залізні вершники              | Iron Horsemen                     | Так      |                             |
| 1994 | Перед дощем                   | Before the Rain                   | Так      |                             |
| 1997 | Кіні та Адамс                 | Kini & Adams                      | Так      |                             |
| 1997 | Яким ти мене хочеш            | Come mi vuoi                      | Так      |                             |
| 1998 | Насолода                      | Le Plaisir (et ses petits tracas) | Так      |                             |
| 1998 | Прийомний син                 | Beshkempir                        | Так      |                             |
| 1998 | Потяг життя                   | Train de vie                      | Так      |                             |
| 1999 | Час для кохання               | Il tempo dell'amore               | Так      |                             |
| 2001 | Нічия земля                   | No Man's Land                     | Так      |                             |
| 2001 | Маймил                        | Maimil                            | Так      |                             |
| 2001 | Рай                           | Heaven                            |          | асоційований продюсер       |
| 2002 | 11 вересня                    | 11'0901 — September 11            | Так      | епізод «Боснія-Герцеговина» |
| 2005 | Пекло                         | L'enfer                           | Так      |                             |
| 2005 | Трупи, що добре виглядають    | Dobro ustimani mrtvaci            |          | співпродюсер                |
| 2009 | Сортування                    | Triage                            | Так      |                             |
| 2009 | Беса                          | Besa                              | Так      |                             |
| 2010 | Викрадач світла               | Svet-Ake                          | Так      |                             |
| 2010 | Черево                        | Womb                              |          | співпродюсер                |
| 2010 | Цирк «Колумбія»               | Cirkus Columbia                   | Так      |                             |
| 2010 | Чорний океан                  | Noir océan                        | Так      |                             |
| 2012 | Епізод з життя збирача заліза | Epizoda u zivotu beraca zeljeza   | Так      |                             |
| 2013 | Ніжність                      | La tendresse                      | Так      |                             |
| 2013 | Ланчбокс                      | Dabba                             |          | співпродюсер                |
| 2014 | Тигри                         | Tigers                            | Так      |                             |
| 2014 |                               | Itar el-layl                      |          | співпродюсер                |
| 2016 | Альбом                        | Albüm                             |          | співпродюсер                |
| 2017 | Кентавр                       | Centaur                           | Так      |                             |
| 2017 | Фокстрот                      | Foxtrot                           | Так      |                             |

## Визнання
| Нагороди та номінації Чедоміра Колара | Нагороди та номінації Чедоміра Колара                                       | Нагороди та номінації Чедоміра Колара                                       | Нагороди та номінації Чедоміра Колара |
| Рік                                   | Категорія                                                                   | Фільм                                                                       | Результат                             |
| ------------------------------------- | --------------------------------------------------------------------------- | --------------------------------------------------------------------------- | ------------------------------------- |
| Міжнародний кінофестиваль у Локарно   |                                                                             |                                                                             |                                       |
| 1998                                  | Срібний леопард — Молоде кіно                                               | Прийомний син (у співавторстві)                                             | Перемога                              |
| Премія «Ніка»                         |                                                                             |                                                                             |                                       |
| 2011                                  | Найкращий фільм з СНД і Балтії                                              | Викрадач світла (у співавторстві)                                           | Номінація                             |
| Премія Asia Pacific Screen            |                                                                             |                                                                             |                                       |
| 2017                                  | Найкращий фільм                                                             | Фокстрот (у співавторстві)                                                  | Номінація                             |
| Премія Європейської кіноакадемії      |                                                                             |                                                                             |                                       |
| 2017                                  | Приз Eurimages за внесок у виробництво європейських копродукційних проектів | Приз Eurimages за внесок у виробництво європейських копродукційних проектів | Перемога                              |